# Wilderness (Afrique du Sud)
Wilderness (région sauvage) est une ville balnéaire d'Afrique du Sud, située dans la province du Cap-Occidental. 

## Localisation
Wilderness est une station balnéaire de la route jardin, située au bord de l'océan Indien à 16 km à l'est de George via la route nationale 2 en contrebas des montagnes de Outeniqua et en bas du col de la rivière Kaaiman. 

## Localités
Très étendue, Wilderness comprend plusieurs hameaux ou localités rurales : Hoekwil, Kleinkrantz, Wilderness Heights et Wilderness SP. 

## Démographie

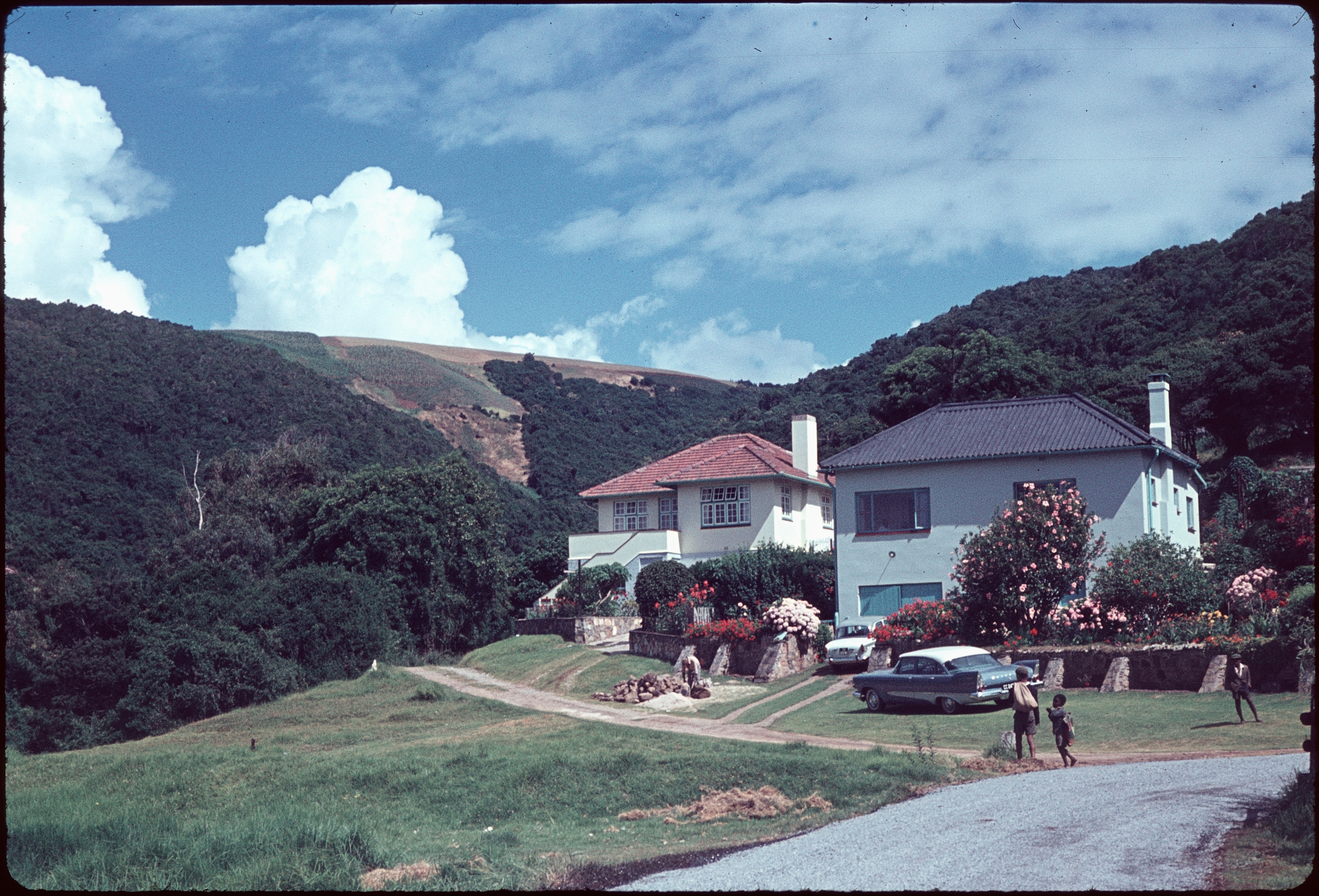
Résidences à Wilderness en 1962

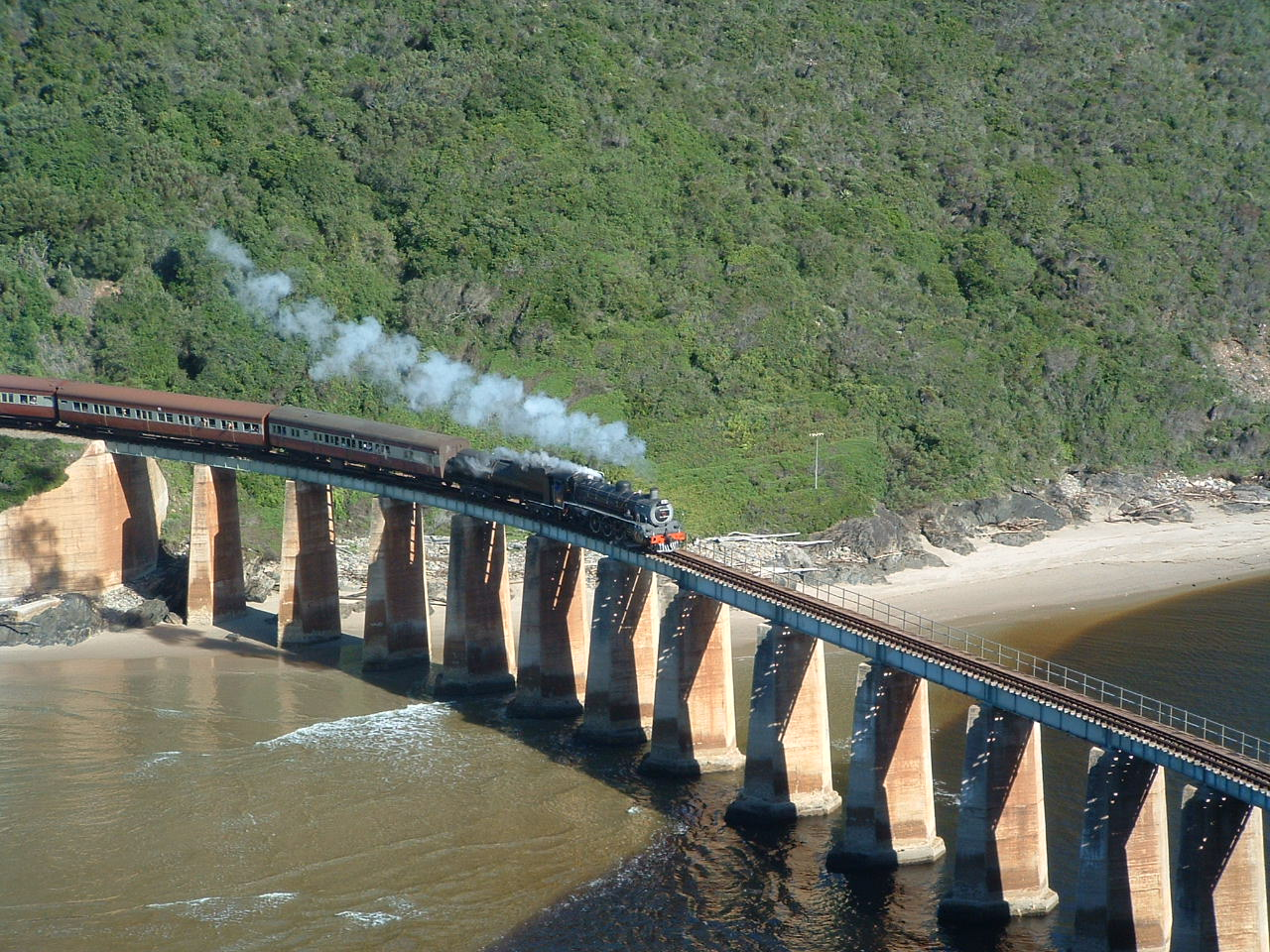
Outeniqua Choo Tjoe sur le pont de la rivière Kaaiman

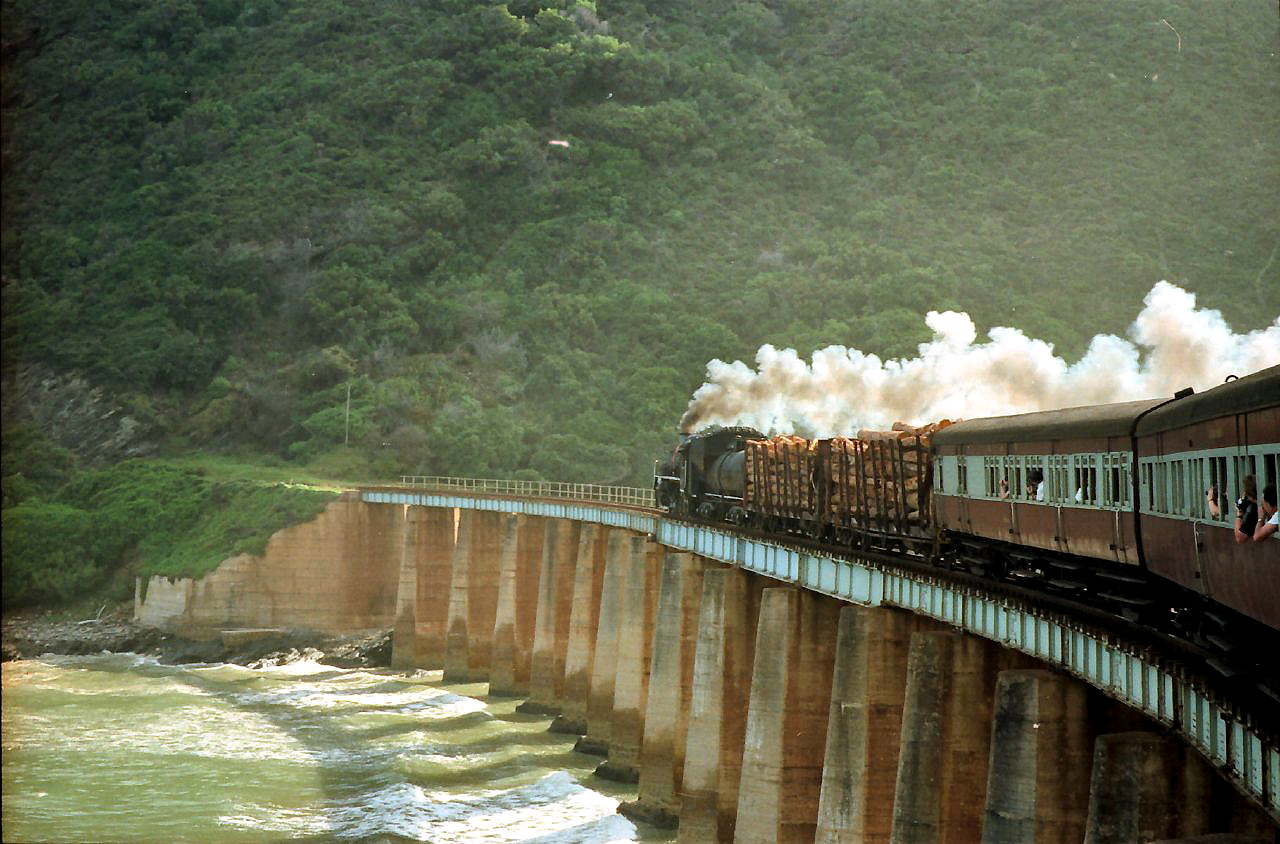
À bord de l'Outeniqua Choo Tjoe sur le pont de la rivière Kaaiman

Selon le recensement de 2011, Wilderness compte 6 164 habitants (47,21 % de Coloureds, 38,53 % de Blancs et 11,96%% de Noirs). 
L'afrikaans est la première langue maternelle de la population locale (68,53 %) devant l'anglais sud-africain (23,67 %).
La population coloured se concentre principalement sur le vaste secteur rural de Hoekwil (63,08 % des 3 787 habitants) et sur celui côtier de Kleinkrantz (67,73 % des 626 habitants) tandis que les Blancs représentent 81,51 % des 1 671 habitants de la station balnéaire centre de Wilderness (Wilderness SP).

## Historique
Les gorges profondes des rivières  Touw et Kaaimans étaient un obstacle difficile pour les passages des chars à bœufs si bien que le secteur resta peu exploré jusqu'à la construction de la route intérieure menant à Knysna à la fin des années 1860 (route des Sept Cols). Le premier Européen à s'être établi durablement était un fermier nommé Van der Bergh. En 1877, George Bennett, originaire de Liverpool, y construit sa ferme qu'il baptise The Wilderness. 
Après la fin de la seconde guerre des Boers en 1902, une route est construite permettant un accès plus facile à travers collines et lagons (White’s Road). À la fin des années 1920, les anciens bâtiments agricoles sont convertis en hôtel par la société Wilderness Ltd, dirigée par Owen Grant, qui a pour objectif de faire, de l'ancienne ferme de Bennett, une station balnéaire. Des rues sont aménagées, des parcelles vendues et des maisons édifiées. En 1928, une ligne de chemin de fer reliant George à Knysna est inaugurée avec pour seule halte intermédiaire la gare de Wilderness. 
En 1952, une route (la route nationale 2) traversant la rivière Touw est aménagée, goudronnée, permettant aux voitures de relier facilement George à Knysna, par la côte, en passant par Wilderness.

## Tourisme
Apprécié par les amateurs de sports nautiques, Wilderness est réputé pour sa longue plage de sable blanc de 8 km de long, ses lacs, ses lagunes et pour sa vue sur l'océan Indien. Le village central est situé directement sur l'estuaire de la rivière Touw.
Le train à vapeur Outeniqua Choo Tjoe a longtemps été une attraction touristique locale. Le train reliait George à Knysna par une voie ferroviaire panoramique de 56 km de long. La ligne a été endommagée par des inondations en 2006 et le service arrêté entre George et Knysna. La ligne est à ce jour non rétablie. 
L'arrière-pays de Wilderness est rural et montagneux, abritant des lacs et une riche flore (proteas, orchidées) dans ses zones forestières.
Le parc national de Wilderness (Wilderness National Park) d'une superficie de 2 612 hectares est situé à l'est de la ville et s'étend sur 28 kilomètres le long de la mer. On y trouve notamment 230 espèces animales.

## Personnalités locales
- Pieter Botha, premier ministre puis président de l’État de la république d'Afrique du Sud, mort dans sa résidence de Wilderness en 2006.
- P. K. Le Roux, ministre et député, mort à Wilderness